# Ilya Muromets và tướng cướp Họa Mi
Ilya Muromets và tướng cướp Họa Mi (tiếng Nga: Илья Муромец и Соловей-Разбойник) là phần thứ ba trong chùm phim hoạt hình Ba tráng sĩ.